# Császári fürdők (Trier)

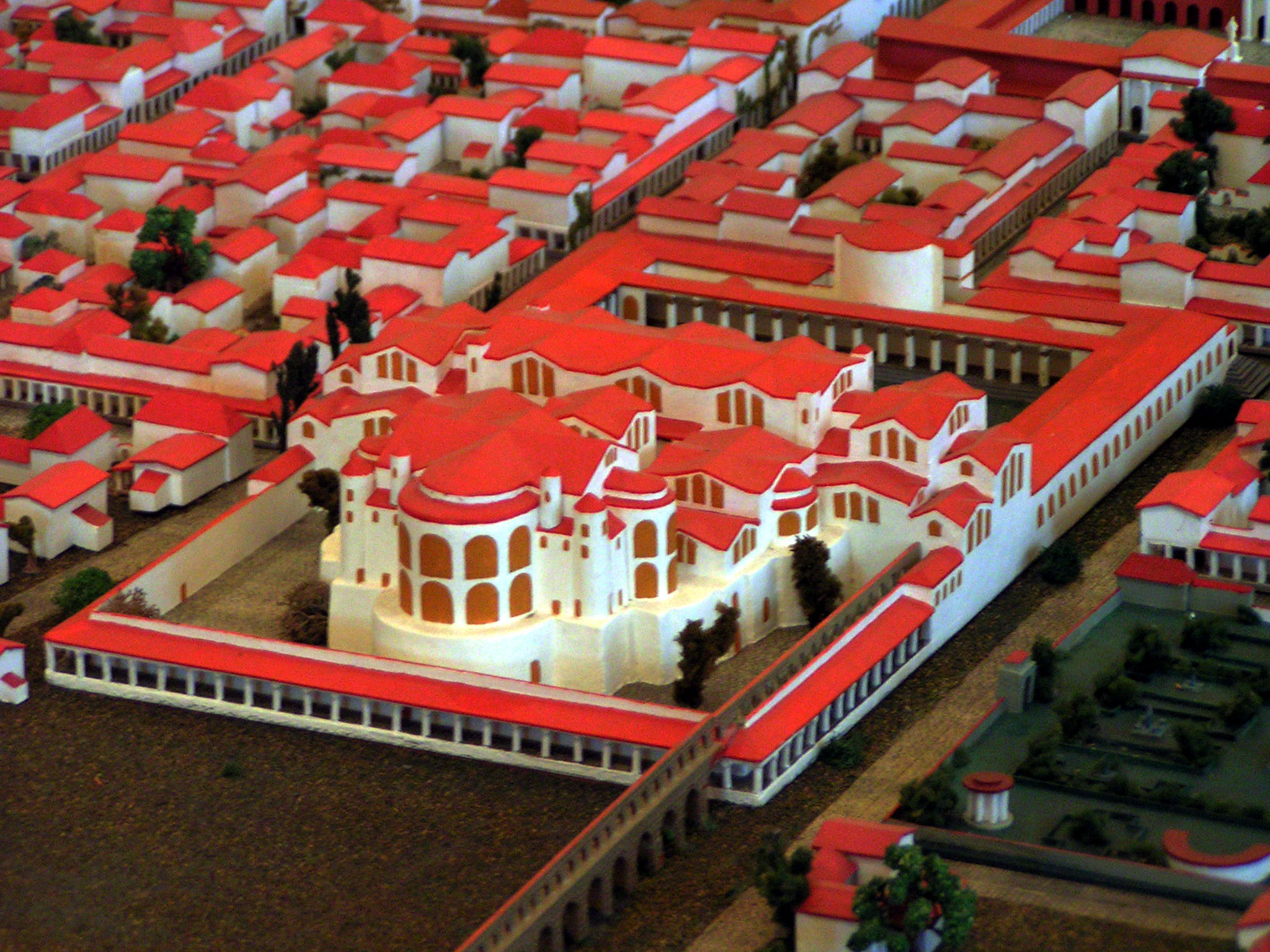
A 4. századi állapot modellje

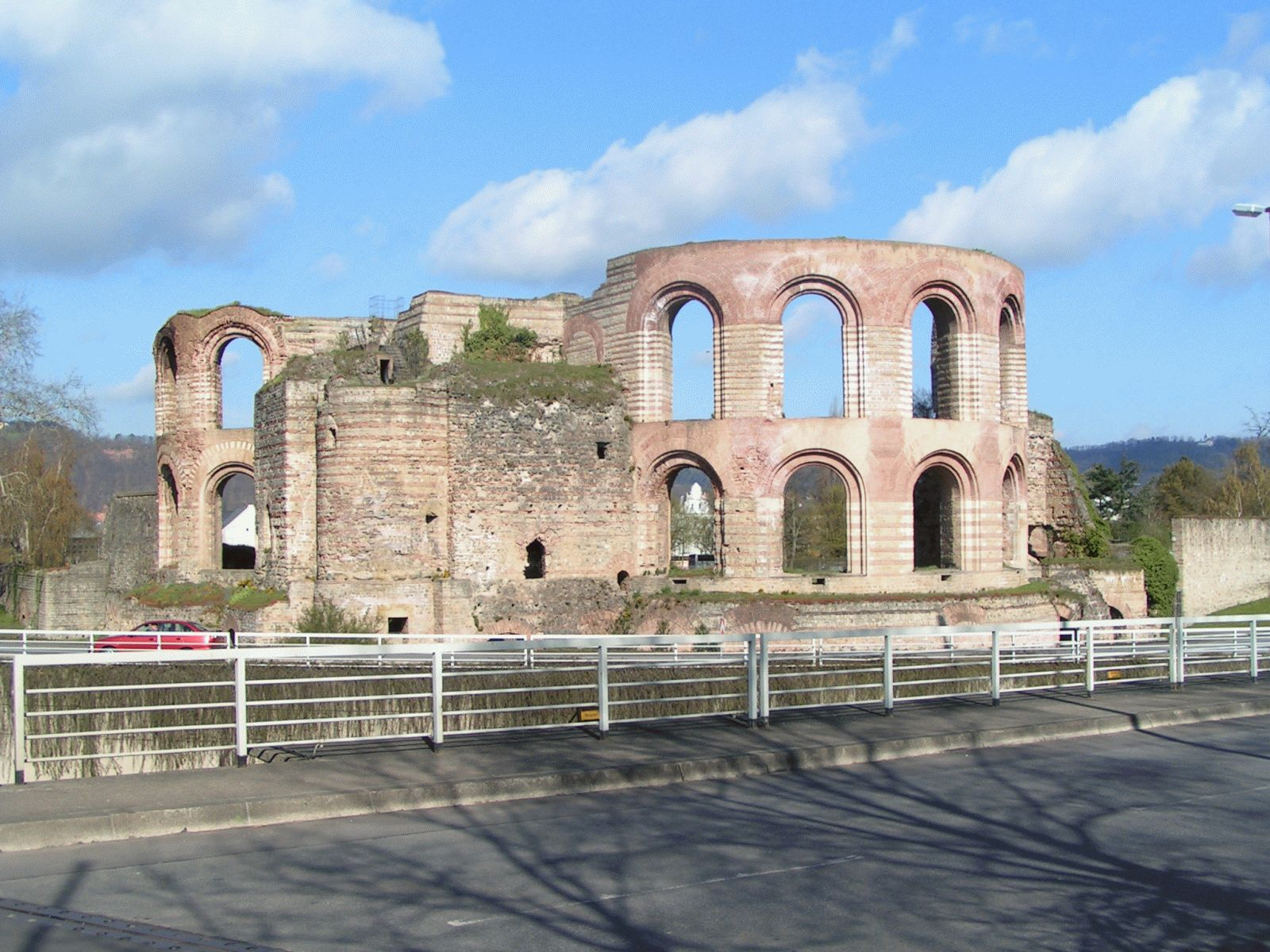
A császári fürdők kívülről, 2004

A Császári fürdők (Kaiserthermen) egyike a németországi Trierben található római kori fürdőknek. 1986-ban város több római kori műemlékével együtt a világörökség része lett. 
A fennmaradt apszisokon jól megfigyelhető a római építési mód: világos kövek és vörös téglák rétegei váltakoztak, amely a stabilitás mellett esztétikai célokat is szolgált. Ezt a stílust Trierben más épületeknél is használták, többek között a középkori Frankok tornya építésénél is lemásolták.

## Története
Az épületet Kr. u. 300 körül és után építették, Constantius Chlorus és fia, Nagy Konstantin császárok monumentális reprezentatív céljaira, akik Triert választották székhelyükké. Az építkezéshez tartozott egy hatalmas csarnok is. A római szokásoknak megfelelően az épület alatt számos pince húzódott a fűtés és a csatornázás miatt. 
A pincejáratok és a kiszolgáló létesítmények alapján megállapították, hogy a fürdőt soha nem vették rendeltetésszerűen használatba. Miután Konstantin áttette székhelyét Konstantinápolyba, az építményt nem használták egészen 360 körülig, amikor I. Valentinianus kaszárnyának építtette át. A kaszárnya a 800-1000 fős császári lovastestőrségnek adott helyet. A hatalmas nyugati csarnokot lebontották és a nyugati szárny föld alatti járatait betömték. Megmaradt azonban a hajdani caldarium vagyis meleg fürdő három apszisával és ennek oszlopokkal körülvett előcsarnoka, amelyet a továbbiakban bíróságként használtak.
A későbbiekben az épületet kapuerődítményként beillesztették a középkori városfalba; városkapuként a déli apszis egyik ablakát használták. 1808-ban lebontották a városfalat és ekkor bukkantak rá a hajdan sokkal nagyobb fürdőre. 
A Trier város fennállásának 2000. évfordulója alkalmából az 1984. év előtt renoválták a császári fürdőket. A munkák megkezdése előtt csak az apszisok alsó ablakívei voltak épségben, a felső sor ívből csak néhány össze nem függő falmaradvány látszott. A felújítási munkák részeként újból felépítették a felső ablaksor íveit, amit statikai megfontolásokkal indokoltak. A helyi kritikusok ezt az intézkedést szükségtelennek tartották és azt kifogásolták, hogy a romok az újonnan hozzáadott (világosabb színű) kövek és téglák és a kelti apszis felső élének művészi simasága tartósan rontja a romok összképét. 
2005-2006-ban a romok északi részén egy új épületet emeltek a látogatók fogadására illetve különböző rendezvények színhelyéül.

## Turizmus
Napjainkban a keleti terem falmaradványai és néhány feltárt földalatti járat tekinthető meg. Nyaranta az idegenvezető katonai tribunusnak öltözve mesél ókori életéről.

## Fordítás
- Ez a szócikk részben vagy egészben  a   Kaiserthermen (Trier) című német Wikipédia-szócikk ezen változatának fordításán alapul.  Az eredeti cikk szerkesztőit annak laptörténete sorolja fel. Ez a jelzés csupán a megfogalmazás eredetét és a szerzői jogokat jelzi, nem szolgál a cikkben szereplő információk forrásmegjelöléseként.